# Холокост в Хотимском районе
Холокост в Хо́тимском районе — систематическое преследование и уничтожение евреев на территории Хотимского района Могилёвской области оккупационными властями нацистской Германии и коллаборационистами в 1941—1944 годах во время Второй мировой войны, в рамках политики «Окончательного решения еврейского вопроса» — составная часть Холокоста в Белоруссии и Катастрофы европейского еврейства.

## Геноцид евреев в районе
Хотимский район был полностью оккупирован немецкими войсками 16 августа 1941 года, и оккупация продлилась более двух лет — до конца сентября 1943 года. Нацисты включили Хотимский район в состав территории, административно отнесённой к зоне армейского тыла группы армий «Центр». Комендатуры — полевые (фельдкомендатуры) и местные (ортскомендатуры) — обладали всей полнотой власти в районе.
Для осуществления политики геноцида и проведения карательных операций сразу вслед за войсками в район прибыли карательные подразделения войск СС, айнзатцгруппы, зондеркоманды, тайная полевая полиция (ГФП), полиция безопасности и СД, жандармерия и гестапо.
Во всех крупных деревнях района были созданы районные (волостные) управы и полицейские гарнизоны из белорусских, украинских
и русских коллаборационистов.
Вся власть в районе была в руках начальника комендатуры Обербеста, зондерфюрера Пюльстера, бургомистра района Кокашинского и начальника полиции Мартыщенко.
Одновременно с оккупацией нацисты и их приспешники начали поголовное уничтожение евреев. «Акции» (таким эвфемизмом гитлеровцы называли организованные ими массовые убийства) повторялись множество раз во многих местах. В тех населенных пунктах, где евреев убили не сразу, их содержали в условиях гетто вплоть до полного уничтожения, используя на тяжелых и грязных принудительных работах, от чего многие узники умерли от непосильных нагрузок в условиях постоянного голода и отсутствия медицинской помощи.

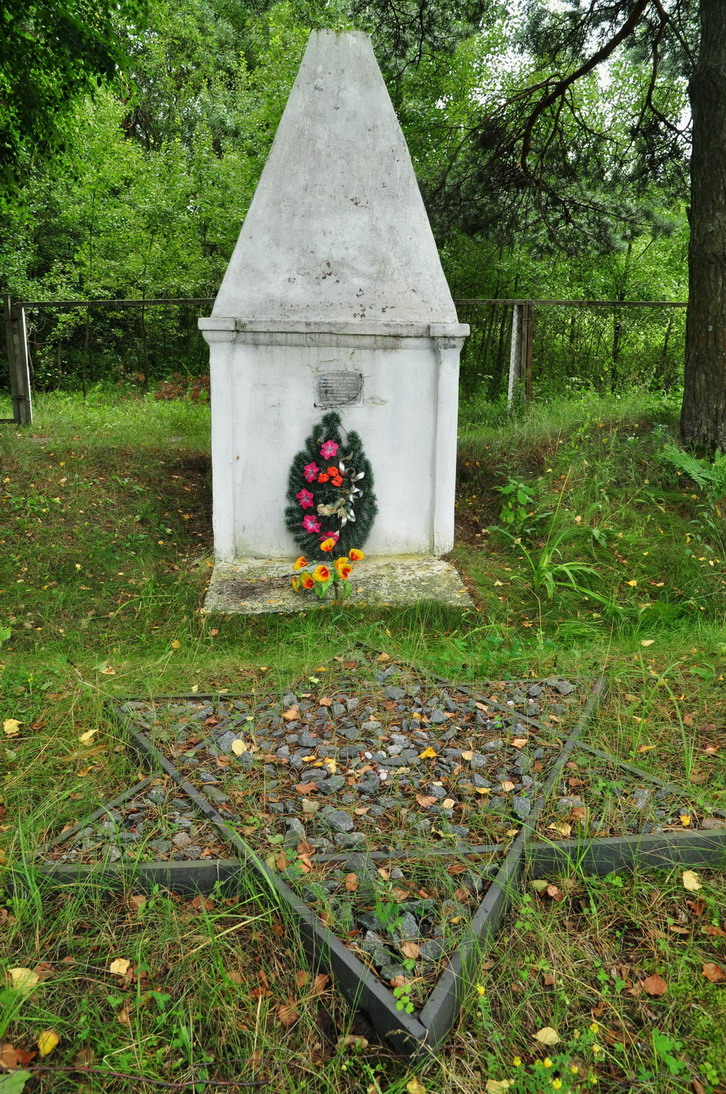
Памятник убитым евреям Хотимска

За время оккупации практически все евреи Хотимского района были убиты, а немногие спасшиеся в большинстве воевали впоследствии в партизанских отрядах.
Евреев в районе убили в Хотимске, деревнях Максимовка (в 1975 году присоединена к деревне Чернявка), Ельня, Борки и многих других местах.

## Гетто
Оккупационные власти под страхом смерти запретили евреям снимать желтые латы или шестиконечные звезды (опознавательные знаки на верхней одежде), выходить из гетто без специального разрешения, менять место проживания и квартиру внутри гетто, ходить по тротуарам, пользоваться общественным транспортом, находиться на территории парков и общественных мест, посещать школы.
Реализуя нацистскую программу уничтожения евреев, немцы создали на территории района одно гетто — в Хотимске, где с 12 июля 1941 года до 4 сентября 1942 года были замучены и убиты около 800 евреев.

## Память
Опубликованы неполные списки жертв геноцида евреев в Хотимском районе.
Памятник убитым в районе евреям установлен в Хотимске.